# Site patrimonial des Ursulines-de-Trois-Rivières
Le site patrimonial des Ursulines-de-Trois-Rivières est un ensemble institutionnel comprenant le monastère des Ursulines de Trois-Rivières ainsi que l'école qui lui est associée, le collège Marie-de-l'Incarnation. Il est situé sur un vaste terrain gazonnée situé au cœur de Trois-Rivières. Le site a été classé comme site patrimonial en 2017. Il est aussi partiellement situé dans le site patrimonial de Trois-Rivières.